# Jarno De Smedt
Jarno De Smedt, född 4 januari 2000, är en belgisk bågskytt. Han deltog vid olympiska sommarspelen 2020.